# Bearwardcote
Bearwardcote – osada i civil parish w Anglii, w Derbyshire, w dystrykcie South Derbyshire. W 2001 roku civil parish liczyła 26 mieszkańców. Bearwardcote jest wspomniana w Domesday Book (1086) jako Bereuuardescote.